# Last mile
Last mile (tradução literal para última milha ou também último quilômetro) acontece na rede, quando por exemplo, uma operadora de telecomunicações é contratada mas não possui rede para entregar o serviço, então ela contrata a última milha de uma empresa que possua o meio físico ou faça isso através de conexões wireless.
A padronização e a normalização da infraestrutura são consideradas questões básicas na Governança da Internet. Isso se deve porque essas questões tratam das técnicas relacionadas ao funcionamento da Internet.
Em relação à questão de infraestrutura, o termo última milha é utilizado para caracterizar o ponto de ligação entre os provedores de acesso a Internet e os clientes. Problemas de última milha impedem a disseminação do uso da Internet e são causados pelo subdesenvolvimento da infraestrutura de telecomunicações ou pelos desafios de interligar pontos muito distantes.
Existem duas abordagens para solucionar o problema da ultima milha. Uma é a escolha da tecnologia de comunicação que possui a melhor relação custo-benefício e a outra trata-se da liberalização dos mercados de telecomunicações.
Entre as soluções tecnológicas as soluções de comunicação sem fio como Wireless Mesh e WiMAX são consideradas as soluções de mais baixo custo. Porém devido a tecnologia chamada Power Line Communications(PLC), em fase de testes e implantação, que utiliza a rede elétrica para oferecer o serviço de Internet têm  uma vantagem significativa já que não existe a necessidade de implementar um nova infraestrutura e conta com a alta capilaridade de uma das redes físicas mais utilizadas em todo o mundo.
A liberalização dos mercados de telecomunicações permite a diversificação dos serviços de acesso a Internet resultando numa diminuição do preço relacionado ao uso da banda larga. Portanto com o intuito de proteger o interesse público muitos países têm vinculado esse processo de liberalização através de metas de universalização.
No Brasil, o Plano Nacional de Banda Larga do governo federal é uma iniciativa para a liberalização dos mercados de telecomunicações já que visa tornar possível a inclusão da sociedade na Internet.